# Ботел Вест (Вашингтон)
Ботел Вест (енгл. Bothell West) насељено је место без административног статуса у америчкој савезној држави Вашингтон.

## Демографија
По попису из 2010. године број становника је 16.607.
| Група             | 2000.    | 2010.          |
| Белци             | 0 (0,0%) | 12.163 (73,2%) |
| Афроамериканци    | 0 (0,0%) | 337 (2,0%)     |
| Азијати           | 0 (0,0%) | 2.111 (12,7%)  |
| Хиспаноамериканци | 0 (0,0%) | 1.201 (7,2%)   |
| Укупно            | 0        | 16.607         |